# Jacen Burrows
Jacen Burrows (San Diego, California, 11 de septiembre de 1972) es un historietista estadounidense conocido por ilustrar varios cómics para Avatar Press y Marvel Comics.

## Carrera
Burrows se graduó en Savannah College of Art and Design en 1996 con los grados de arte secuencial e ilustración. 
Comenzó su carrera proporcionando ilustraciones para juegos de rol como Dungeons & Dragons y Star Wars. Luego saltó como ilustrador de las cubiertas de Avatar Press como Snowman: Dead and Dying, Threshold, Quantum Mechanics and Secrets of the Ravening en donde también realizó trabajos en el interior de las páginas. En 1998 dibujó la serie King Zombie para Caliber Press.
En 2000 comenzó a colaborar con el afamado escritor de cómics Warren Ellis en varios títulos de Avatar Pres como From the Desk of Warren Ellis, Dark Blue, Scars, Bad World y Bad Signal. Asimismo, también ha ilustrado para Avatar Press varias adaptaciones en prosa del autor Alan Moore, así como varios cómics homenajeando la figura del escritor de horror cósmico, H. P. Lovecraft como Neonomicon o Providence.
Ha colaborado también con el escritor Garth Ennis ilustrando el cómic bélico 303 y el cómic de culto Crossed.
En 2017 entró a formar parte de los autores regulares de Marvel Comics, ilustrando las nuevas historias del Caballero Luna y nuevas historias de Punisher, de nuevo con Garth Ennis.
Es también ilustrador para el mundo de los videojuegos.

## Influencias
Las influencias de Burrows van desde creadores independientes de los 80 como Matt Wagner, Tim Truman y Mike Baron hasta artistas europeos como Hergé y Moebius o autores de manga como Mitsuteru Yokoyama y Osamu Tezuka. Fuera de los cómics, los directores de cine Stanley Kubrick, Alfred Hitchcock y David Lynch fueron los autores que más influyeron su trabajo.

## Obras notables
- Dark Blue (con Warren Ellis, Avatar Press, 2000)
- Ultimate Spider-Man Special #1 (con Brian Michael Bendis, Marvel Comics)
- 303 (con Garth Ennis, Avatar Press, 2004-2005)
- Crossed (con Garth Ennis, Avatar Press, 2008-presente)
- Neonomicon (escrito por Alan Moore, Avatar Press, 2010-2011)
- Providence (escrito por Alan Moore, Avatar Press, 2015-2016)